# Teardrops (album)
Teardrops je debutové studiové album belgického zpěváka-skladatele, Toma Diceho. Bylo představeno 30. dubna 2010 a v Belgii dosáhlo pozice 1.

## Singly
- "Bleeding Love" je 1. singl představený z alba, singl se v Belgii vyšplhal na číslo 7.
- "Me And My Guitar" je 2. singl představený z alba. Tom jej zazpíval na Eurovizi 2010 za Belgii a ve finále získal 143 bodů a skončil 6., také se vyšplhal v Belgii na číslo 1.
- "Lucy" je 3. singl představený z alba a dosud se nejvýše umístil v Belgii na čísle 21.
- "A Thousand Years" je 4. singl představený z alba a dosud se nejvýše umístil v Belgii na čísle 44.

## Seznam písní
| Pořadí | Název                     | Délka |
| ------ | ------------------------- | ----- |
| 1.     | Start Without the Ending  | 1:01  |
| 2.     | Me And My Guitar          | 3:01  |
| 3.     | Lucy                      | 2:59  |
| 4.     | Too Late                  | 3:13  |
| 5.     | A Soldier for His Country | 4:08  |
| 6.     | Carrying Our Burden       | 3:17  |
| 7.     | Murderer                  | 3:22  |
| 8.     | Why?                      | 3:11  |
| 9.     | Forbidden Love            | 3:47  |
| 10.    | Always and Forever        | 3:30  |
| 11.    | Broken                    | 3:55  |
| 12.    | Miss Perfect              | 4:38  |
| 13.    | Bleeding Love             | 3:23  |

| Bonusové písně | Bonusové písně    | Bonusové písně |
| Pořadí         | Název             | Délka          |
| -------------- | ----------------- | -------------- |
| 1.             | A Thousand Years  | 4:02           |
| 2.             | Bleeding Love     | 3:30           |
| 3.             | Questions & Scars | 3:24           |

## Žebříčky a certifikace
| Žebříčky (2010)                    | Nejvyšší pozice |
| ---------------------------------- | --------------- |
| Belgian Albums (Ultratop Flanders) | 1               |
| Belgian Albums (Ultratop Wallonia) | 57              |
| French Albums (SNEP)               | 107             |

| Země   | Certifikace |
| ------ | ----------- |
| Belgie | Zlato       |